# 陳一簡
陳一簡（？—1598年），字敬甫，號可斋，直隸太平府繁昌縣人，民籍，明朝政治人物。

## 生平
萬曆元年（1573年）癸酉科應天府鄉試第九名，萬曆十一年（1583年）癸未科會試第四十一名，登二甲第五十三名進士。户部觀政，十四年授户部主事，十六年丁憂，十九年補原职，本年升郎中，二十二年升任山西按察司昌平兵备僉事。二十五年升右参议兼佥事，二十六年調密雲兵备，加升副使，本年卒。

## 家族
曾祖陳璽，曾任訓導；祖父陳宗堯；父陳誥，曾任壽官。母嚴氏。